# Konzentrationslager Marsa al Brega
Das KZ Marsa al Brega war ein italienisches Konzentrationslager bei Brega im damaligen Italienisch-Libyen. Es wurde im März 1931 errichtet, um die im Zweiten Italienisch-Libyschen Krieg unterworfenen und deportierten Bevölkerungsteile zu internieren und den Aufstand der Sanūsīya der Cyrenaika unter ihrem Anführer Umar al-Muchtar zu bekämpfen. In dem Lager waren etwa 20.000 Menschen interniert und es wurde im Juni 1933 aufgelöst. Die Bewachungsmannschaft bestand aus Esercito, Carabinieri, eritreischen Askari und einheimischen Kolonialpolizisten.